# Sofia Doroteia de Hanôver
Sofia Doroteia (Hanôver, 16 de março de 1687 – Berlim, 28 de junho de 1757) foi a esposa do rei Frederico Guilherme I e Rainha Consorte do Reino da Prússia de 1713 até 1740. Era filha do rei Jorge I da Grã-Bretanha e sua esposa a princesa Sofia Doroteia de Brunsvique-Luneburgo.

## Nascimento

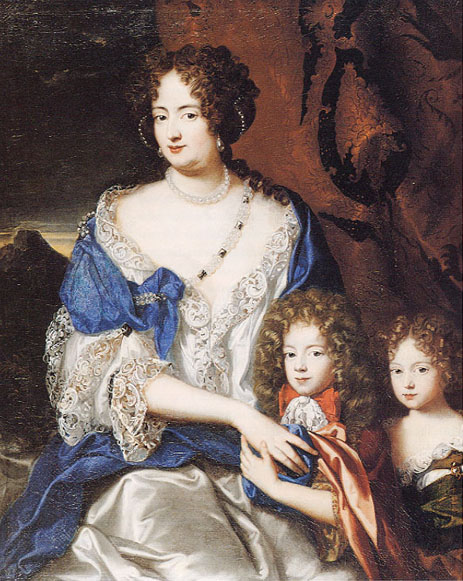
Sofia Doroteia quando criança com o seu irmão Jorge a a mãe com o mesmo nome.

A princesa Sofia Doroteia nasceu no dia 16 de março de 1687 em Brunsvique-Luneburgo. Era a única filha do duque Jorge Luís de Brunsvique-Luneburgo, depois rei Jorge I da Grã-Bretanha, e da duquesa Sofia Doroteia de Celle. Tinha uma má relação com o seu irmão mais velho, o rei Jorge II.

## Vida na Prússia
Sofia Doroteia casou-se com o seu primo, o príncipe-herdeiro Frederico Guilherme da Prússia, herdeiro do trono prussiano, no dia 28 de novembro de 1706. Tinham-se conhecido quando eram ainda crianças, quando viviam com a avó de ambos, a princesa Sofia de Hanôver, e tinham-se detestado desde então. Sofia Doroteia era completamente diferente do marido em todos os aspectos e o casamento sofreu com isso. Uma das principais diferenças entre o casal era o facto de Sofia Doroteia, ao contrário do marido, adorar entretenimento.
O seu marido subiu ao trono em 1713, fazendo assim com que Sofia se tornasse rainha. Recebeu a alcunha de "Olímpia" pela sua pose real. A rainha e os seus filhos sofriam de violência às mãos de Frederico Guilherme, que pode ter sofrido de porfíria, a doença hereditária que afectava a família.

## Personalidade
Sofia Doroteia interessava-se por arte, ciência, literatura e moda. Tinha uma boa relação com o seu filho, Frederico, que ficaria conhecido como "Frederico, o Grande", que era muito chegado à mãe e sofreu muito com a sua morte. Sofia passava muitos dias a falar com ele na biblioteca e ficou a saber dos seus planos para fugir à custódia do pai. Depois de o príncipe-herdeiro se ter retirado, de facto, da corte prussiana, Sofia continuou a trocar correspondência com o filho a partir da Fortaleza de Küstrin. A rainha não era considerada bonita e o seu rosto estava marcado pela varíola. Apesar de tudo, manteve uma boa figura, mesmo apesar das muitas gravidezes. Era considerada orgulhosa e ambiciosa, mas o seu marido recusava-se a conceder-lhe qualquer tipo de influência, uma vez que era da opinião de que as mulheres serviam apenas para procriar e, se fosse de outra forma, acabariam por dominar os maridos. A sua filha Guilhermina da Prússia era da opinião de que o seu pai tratava a mãe de forma injusta.

## Descendência
1. Frederico Luís da Prússia (23 de novembro de 1707 – 13 de maio de 1708), morreu aos cinco meses de idade.
2. Guilhermina da Prússia (3 de julho de 1709 – 14 de outubro de 1758), casada com o marquês Frederico de Brandemburgo-Bayreuth; com descendência.
3. Frederico Guilherme da Prússia (16 de agosto de 1710 – 31 de julho de 1711), morreu aos onze meses de idade.
4. Frederico II da Prússia (24 de janeiro de 1712 – 17 de agosto de 1782), casado com a duquesa Isabel Cristina de Brunsvique-Volfembutel-Bevern; sem descendência.
5. Carlota Albertina da Prússia (5 de maio de 1713 – 10 de junho de 1714), morreu com um ano de idade.
6. Frederica Luísa da Prússia (28 de setembro de 1714 – 4 de fevereiro de 1784), casada com o marquês Carlos Guilherme de Brandemburgo-Ansbach; com descendência.
7. Filipina Carlota da Prússia (13 de março de 1716 – 17 de fevereiro de 1801), casada com Carlos I, Duque de Brunsvique-Volfembutel; com descendência.
8. Luís Carlos da Prússia (2 de maio de 1717 – 31 de agosto de 1719), morreu aos dois anos de idade.
9. Sofia Doroteia da Prússia (25 de janeiro de 1719 – 13 de novembro de 1765), casada com o marquês Frederico Guilherme de Brandemburgo-Schwedt; com descendência.
10. Luísa Ulrica da Prússia (24 de julho de 1720 – 2 de julho de 1782), casada com o rei Adolfo Frederico da Suécia; com descendência.
11. Augusto Guilherme da Prússia (9 de agosto de 1722 – 12 de junho de 1758), casado com a duquesa Luísa de Brunsvique-Volfembutel; com descendência.
12. Ana Amália da Prússia (9 de novembro de 1723 – 30 de março de 1787), casada com o barão Friedrich von der Trenck; com descendência.
13. Henrique da Prússia (18 de janeiro de 1726 – 3 de agosto de 1802), casado com a condessa Guilhermina de Hesse-Cassel; sem descendência.
14. Augusto Fernando da Prússia (23 de maio de 1730 – 2 de maio de 1813), casado com a duquesa Isabel Luísa de Brandemburgo-Schwedt; com descendência.